# Hefenhofen
Hefenhofen är en ort och kommun i distriktet Arbon i kantonen Thurgau, Schweiz. Kommunen har 1 299 invånare (2023).